# Шабабо, Шошана
Шошана Шабабо (ивр. שושנה שבבו‎, 12 октября 1910, Зихрон-Яаков — 4 июля 1992, Хайфа) — израильская писательница.

## Биография
Шошана Шабабо родилась в Зихрон-Яакове в семье евреев-сефардов родом из Цфата. Её отец, Шломо Шабабо, преподавал арабский язык в университете аль-Азхар и переехал в Зихрон-Яаков после того, как его пригласили преподавать там.
В подростковом возрасте Шабабо посещала местную школу, директором которой был писатель Иехуда Бурла. Она была одарённой ученицей и много читала ивритскую и зарубежную литературу. В 15 лет, благодаря рекомендательному письму от Бурлы, её приняли на учёбу в педагогический колледж Левинского в Тель-Авиве. Во время учёбы в колледже Левинского она начала писать короткие рассказы и газетные статьи. В 16 лет она начала писать свою первую книгу «Мария», которая была опубликована в 1932 году.
После смерти матери она переехала в Париж и проводила время со своим братом в Лондоне. После возвращения в 1942 году она опубликовала свою вторую книгу «Ахава бе-цфат» (Любовь в Цфате). В том же году в возрасте 32 лет она вышла замуж за Давида Карсанти. Пара переехала в район Адар ха-Кармель в Хайфе, где открыла магазин шерстяных изделий. Несмотря на то, что её рассказы пользовались успехом и популярностью у читателей, литературный истеблишмент жёстко критиковал её творчество. Это, а также смерть её сестры в возрасте 22 лет и гибель племянника во время Арабо-израильской войны 1947–1949 годов привели к тому, что она отдалилась от писательства.
Шабабо умерла 4 июля 1992 года в Хайфе. Она была похоронена в Зихрон-Яакове.